# 長町耕平
長町 耕平（ながまち こうへい、安政3年（1856年）11月 - 大正8年（1919年）6月23日）は、香川県出身の医師、山梨県病院院長、香川県立高松病院長。号は象東、藻海。

## 略歴
讃岐国高松藩富熊村（現在の香川県丸亀市）の薬種商、長町徳兵衛の子として生まれる。明治14年（1881年）7月に東京帝国大学医科大学を卒業、新潟県の公立三条病院長を経て、明治17年（1884年）2月8日に山梨県病院（現在の山梨県立中央病院）の第5代院長となり、明治24年（1891年）4月2日まで務めた後、香川県立高松病院長となり、明治31年（1898年）には高松市西新通町に拙誠堂医院を開業。また、高松市会議員を務めている。

## 地方病と十二指腸虫卵の発見
山梨県内における地方病 (日本住血吸虫症)の最初の公式記録である、明治14年（1881年）に東山梨郡春日居村から東山梨郡役所経由で山梨県に提出された、その惨状を訴え出た「御指揮願」、明治17年（1884年）2月20日に同村から再度の上申書が提出され、当該上申書に基づき山梨県が同年3月15日に検診医を現地に派遣しているが、その後も、予防の方法もないまま地方病の患者が増加していく村の現状を憂いた同村は、明治20年（1887年）2月10日付で再度地方病の原因調査を山梨県に上申している。
この上申書を受け入れた山梨県は、同年5月20日に山梨県病院長の長町耕平及び同病院六等医員の北野寛司を現地に派遣し、調査と患者数名に対する臨床検査を行い、その所見から体内に病原の所在を認め、同病院医員の飯島茂らとともに春日居村の300余名の糞便検査の結果、体内に一種の虫卵を確認したことから、長町は地方病の病原は十二指腸虫の卵子であろうとする仮説をたてるとともに、その予防法の第一として飲料水問題をあげる明治20年5月12日付の復命書を山梨県知事山崎直胤あて提出している。

## 著作
- 『耳科新説』明治19年（1886年）刊
- 『山迎水送集』明治35年（1902年）刊
- 『竹石翁小伝』明治40年（1907年）刊
- 『退養吟録』大正8年（1919年）刊